# Producto tensorial de espacios de Hilbert
En matemáticas, y en particular en análisis funcional, el producto tensorial de espacios de Hilbert es una forma de extender la construcción de un producto tensorial, de modo que el resultado de tomar un producto tensorial de dos espacios de Hilbert sea otro espacio de Hilbert. En términos generales, el producto tensorial es la completación del espacio métrico del producto tensorial ordinario, y es un ejemplo de producto tensorial topológico. El producto tensorial permite recopilar espacios de Hilbert en una categoría monoidal simétrica.

## Definición
Dado que los espacios de Hilbert tienen productos internos, se desea introducir un producto interno y, por lo tanto, una topología, en el producto tensorial que surge naturalmente de los productos internos de los factores. Sean {\displaystyle H_{1}} y {\displaystyle H_{2}} dos espacios de Hilbert con productos internos {\displaystyle \langle \cdot ,\cdot \rangle _{1}} y {\displaystyle \langle \cdot ,\cdot \rangle _{2},} respectivamente. Constrúyase el producto tensorial de {\displaystyle H_{1}} y {\displaystyle H_{2}} como espacios vectoriales como se explica en el artículo sobre el producto tensorial. Se puede convertir este producto tensorial del espacio vectorial en un espacio prehilbertiano definiendo
{\displaystyle \left\langle \phi _{1}\otimes \phi _{2},\psi _{1}\otimes \psi _{2}\right\rangle =\left\langle \phi _{1},\psi _{1}\right\rangle _{1}\,\left\langle \phi _{2},\psi _{2}\right\rangle _{2}\quad {\mbox{ para todo }}\phi _{1},\psi _{1}\in H_{1}{\mbox{ y }}\phi _{2},\psi _{2}\in H_{2}}
y extendiéndose por linealidad. Que este producto interno sea el natural se justifica por la identificación de aplicaciones bilineales con valores escalares en {\displaystyle H_{1}\times H_{2}} y funcionales lineales en su producto tensorial en el espacio vectorial. Finalmente, tómese la completación bajo este producto interno. El espacio de Hilbert resultante es el producto tensorial de {\displaystyle H_{1}} y {\displaystyle H_{2}.}

### Construcción explícita
El producto tensorial también se puede definir sin recurrir a la completación del espacio métrico. Si {\displaystyle H_{1}} y {\displaystyle H_{2}} son dos espacios de Hilbert, se asocia a cada tensor simple producto {\displaystyle x_{1}\otimes x_{2}} el operador de rango uno de {\displaystyle H_{1}^{*}} a {\displaystyle H_{2}} que asigna un {\displaystyle x^{*}\in H_{1}^{*}} dado como
{\displaystyle x^{*}\mapsto x^{*}(x_{1})\,x_{2}.}
Esto se extiende a una identificación lineal entre {\displaystyle H_{1}\otimes H_{2}} y el espacio de operadores de rango finito de {\displaystyle H_{1}^{*}} a {\displaystyle H_{2}.} Los operadores de rango finito están integrados en el espacio de Hilbert {\displaystyle HS(H_{1}^{*},H_{2})} del operador de Hilbert-Schmidt de {\displaystyle H_{1}^{*}} a {\displaystyle H_{2}.} El producto escalar en {\displaystyle HS(H_{1}^{*},H_{2})} viene dado por
{\displaystyle \langle T_{1},T_{2}\rangle =\sum _{n}\left\langle T_{1}e_{n}^{*},T_{2}e_{n}^{*}\right\rangle ,}
donde {\displaystyle \left(e_{n}^{*}\right)} es una base ortonormal arbitraria de {\displaystyle H_{1}^{*}.}
Bajo la identificación anterior, se puede definir el producto tensorial hilbertiano de {\displaystyle H_{1}} y {\displaystyle H_{2},} que es isométrica y linealmente isomorfo a {\displaystyle HS(H_{1}^{*},H_{2}).}

### Propiedad universal
El producto tensorial de Hilbert {\displaystyle H_{1}\otimes H_{2}} se caracteriza por la siguiente propiedad universal (Kadison y Ringrose, 1997, Theorem 2.6.4):
| Teorema Existe una aplicación débil de Hilbert-Schmidt {\displaystyle p:H_{1}\times H_{2}\to H_{1}\otimes H_{2}} tal que, dada cualquier aplicación débil de Hilbert-Schmidt {\displaystyle L:H_{1}\times H_{2}\to K} a un espacio de Hilbert {\displaystyle K,} existe un operador acotado único {\displaystyle T:H_{1}\otimes H_{2}\to K} tal que {\displaystyle L=Tp.} |

Una aplicación débil de Hilbert-Schmidt {\displaystyle L:H_{1}\times H_{2}\to K} se define como una aplicación bilineal para la que existe un número real {\displaystyle d}, tal que
{\displaystyle \sum _{i,j=1}^{\infty }{\bigl |}\left\langle L(e_{i},f_{j}),u\right\rangle {\bigr |}^{2}\leq d^{2}\,\|u\|^{2}}
para todas las bases ortonormales {\displaystyle u\in K} y una (por lo tanto todas) {\displaystyle e_{1},e_{2},\ldots } de {\displaystyle H_{1}} y {\displaystyle f_{1},f_{2},\ldots } de {\displaystyle H_{2}.}
Como ocurre con cualquier propiedad universal, esto caracteriza al producto tensorial H de forma única, hasta el isomorfismo. La misma propiedad universal, con modificaciones obvias, también se aplica al producto tensorial de cualquier número finito de espacios de Hilbert. Es esencialmente la misma propiedad universal compartida por todas las definiciones de productos tensoriales, independientemente de los espacios que se tensorizan: esto implica que cualquier espacio con un producto tensorial es una categoría monoidal simétrica, y los espacios de Hilbert son un ejemplo particular de ello.

### Productos tensoriales infinitos
Históricamente se han propuesto dos definiciones diferentes para el producto tensorial de una colección {\textstyle \{H_{n}\}_{n\in N}} de espacios de Hilbert de tamaño arbitrario. La definición tradicional de Von Neumann simplemente toma el producto tensorial "obvio": para calcular {\textstyle \bigotimes _{n}{H_{n}}}, que no es más que el tensotorio en n de los {\textstyle H_{n}}, primero se deben recopilar todos los tensores simples de la forma {\textstyle \bigotimes _{n\in N}{e_{n}}} tales que {\textstyle \prod _{n\in N}{\|e_{n}\|}<\infty }. Este último describe un producto pre-interno a través de la identidad de polarización, así que se debe tomar el tramo cerrado de módulos de tales tensores simples de los subespacios de isotropía del producto interno. Esta definición casi nunca es separable, en parte porque, en sus aplicaciones físicas, "la mayor parte" del espacio describe estados imposibles. Los autores modernos suelen utilizar en su lugar una definición debida a Guichardet: para calcular {\textstyle \bigotimes _{n}{H_{n}}}, primero selecciónese un vector unitario {\textstyle v_{n}\in H_{n}} en cada espacio de Hilbert y luego recopílense todos los tensores simples de la forma {\textstyle \bigotimes _{n\in N}{e_{n}}}, en los que solo un número finito de {\textstyle e_{n}} no son {\textstyle v_{n}}. Luego, tómese la completación {\displaystyle L^{2}} de estos tensores simples.

### Álgebras de operadores
Sea {\displaystyle {\mathfrak {A}}_{i}} el álgebra de von Neumann de operadores acotados en {\displaystyle H_{i}} para {\displaystyle i=1,2.} Entonces, el producto tensorial de von Neumann de las álgebras de von Neumann es la completación fuerte del conjunto de todas las combinaciones lineales finitas de productos tensoriales simples {\displaystyle A_{1}\otimes A_{2}}, donde {\displaystyle A_{i}\in {\mathfrak {A}}_{i}} para {\displaystyle i=1,2.} Esto es exactamente igual al álgebra de von Neumann de operadores acotados de {\displaystyle H_{1}\otimes H_{2}.} A diferencia de los espacios de Hilbert, se pueden tomar productos tensoriales infinitos de las álgebras de von Neumann y, de hecho, una C*-álgebra de operadores, sin definir estados de referencia. Ésta es una ventaja del método "algebraico" en la mecánica estadística cuántica.

## Propiedades
Si {\displaystyle H_{1}} y {\displaystyle H_{2}} tienen bases ortonormales {\displaystyle \left\{\phi _{k}\right\}} y {\displaystyle \left\{\psi _{l}\right\},} respectivamente, entonces {\displaystyle \left\{\phi _{k}\otimes \psi _{l}\right\}} es una base ortonormal para {\displaystyle H_{1}\otimes H_{2}.} En particular, la dimensión de Hilbert del producto tensorial es el producto (como números cardinales) de las dimensiones de Hilbert.

## Ejemplos y aplicaciones
Los siguientes ejemplos muestran cómo surgen naturalmente los productos tensoriales.
Dados dos espacios de medida {\displaystyle X} e {\displaystyle Y}, con medidas {\displaystyle \mu } y {\displaystyle \nu } respectivamente, se puede considerar {\displaystyle L^{2}(X\times Y),} el espacio de funciones en {\displaystyle X\times Y} que son integrables al cuadrado con respecto a la medida del producto {\displaystyle \mu \times \nu .} Si {\displaystyle f} es una función integrable al cuadrado en {\displaystyle X,} y {\displaystyle g} es un cuadrado función integrable en {\displaystyle Y,} entonces se puede definir una función {\displaystyle h} en {\displaystyle X\times Y} por {\displaystyle h(x,y)=f(x)g(y).}
La definición de la medida del producto asegura que todas las funciones de esta forma sean integrables al cuadrado, por lo que esto define un operador bilineal {\displaystyle L^{2}(X)\times L^{2}(Y)\to L^{2}(X\times Y).} Combinaciones lineales de funciones de la forma {\displaystyle f(x)g(y)} también aparecen en {\displaystyle L^{2}(X\times Y).} Resulta que el conjunto de combinaciones lineales es de hecho denso en {\displaystyle L^{2}(X\times Y),} si {\displaystyle L^{2}(X)} y {\displaystyle L^{2}(Y)} son separables. Esto muestra que {\displaystyle L^{2}(X)\otimes L^{2}(Y)} es isomorfo a {\displaystyle L^{2}(X\times Y),} y también explica por qué se necesita completar la construcción del producto tensorial espacial de Hilbert.
De manera similar, se puede demostrar que {\displaystyle L^{2}(X;H)}, que denota el espacio de funciones cuadradas integrables, {\displaystyle X\to H,} es isomorfo a {\displaystyle L^{2}(X)\otimes H} si este espacio es separable. El isomorfismo asigna {\displaystyle f(x)\otimes \phi \in L^{2}(X)\otimes H} a {\displaystyle f(x)\phi \in L^{2}(X;H)}. Se puede combinar esto con el ejemplo anterior y concluir que {\displaystyle L^{2}(X)\otimes L^{2}(Y)} y {\displaystyle L^{2}(X\times Y)} son ambos isomorfos a {\displaystyle L^{2}\left(X;L^{2}(Y)\right).}
Los productos tensoriales de los espacios de Hilbert surgen a menudo en mecánica cuántica. Si alguna partícula se describe mediante el espacio de Hilbert {\displaystyle H_{1},} y otra partícula se describe mediante {\displaystyle H_{2},} entonces el sistema que consta de ambas partículas se describe mediante el producto tensorial de {\displaystyle H_{1}} y {\displaystyle H_{2}.} Por ejemplo, el espacio de estados de un oscilador armónico cuántico es {\displaystyle L^{2}(\mathbb {R} ),} por lo que el espacio de estados de dos osciladores es {\displaystyle L^{2}(\mathbb {R} )\otimes L^{2}(\mathbb {R} ),} que es isomorfo a {\displaystyle L^{2}\left(\mathbb {R} ^{2}\right).} Por lo tanto, el sistema de dos partículas se describe mediante funciones de onda de la forma {\displaystyle \psi \left(x_{1},x_{2}\right).} Un ejemplo más complejo lo proporcionan los espacios de Fock, que describen un número variable de partículas.